# 微軟英雄
是一部1999年的美國傳記電視电影，由馬汀·伯克執導。主演諾亞·懷利飾演史提夫·喬布斯，安東尼·麥可·霍爾飾演比爾·蓋茨。本片改編自Paul Freiberger與Michael Swaine所撰寫的1984年書籍《Fire in the Valley: The Making of the Personal Computer》，故事描述早期喬布斯（蘋果公司）與蓋茨（微軟公司）的商戰鬥爭歷史。本片於1999年6月20日在特納電視網播出。
故事從1970年開始，到1985年史蒂夫·喬布斯三十歲生日當天被執行長約翰·史考利（John Sculley）趕出蘋果電腦作結。電影敘述了1970年至1985年間家用電腦（個人電腦）的發展；以致蘋果Apple Computer（Apple II及Apple Macintosh）與微軟Microsoft（MITS Altair、MS-DOS、IBM PC及Windows）的合作，決裂與對壘。

## 劇情架構
影片以穿插敘述方式來介紹兩間美資科技公司蘋果公司與微軟公司的發展過程。
故事主角一為美國柏克萊大學，言論自由運動時期，蘋果公司的創辦人，年輕的史蒂夫·喬布斯（諾亞·懷利 飾演）與史蒂夫·沃茲尼克（喬伊·斯洛尼克 飾演）；而另一位為微軟公司的創辦人，學生時代的比爾·蓋茲（安東尼·麥可·霍爾 飾演）、他的高中朋友史蒂夫·包爾摩（約翰·迪·馬吉歐 飾演）、保羅·艾倫（喬許·霍普金斯 飾演）。
比爾·蓋茲、史蒂夫·喬布斯和沃茲尼克都為了專心投入工作而輟學（事實上 喬布斯 曾有段時間為里德學院（Reed College）的學生，但片中並未被提及；而沃茲尼克 之後也為了掀起個人電腦的革命而回到了美國 柏克萊大學）。影片以 沃茲尼克 和包爾摩的角度來訴說兩間公司的發展過程。

## 演員

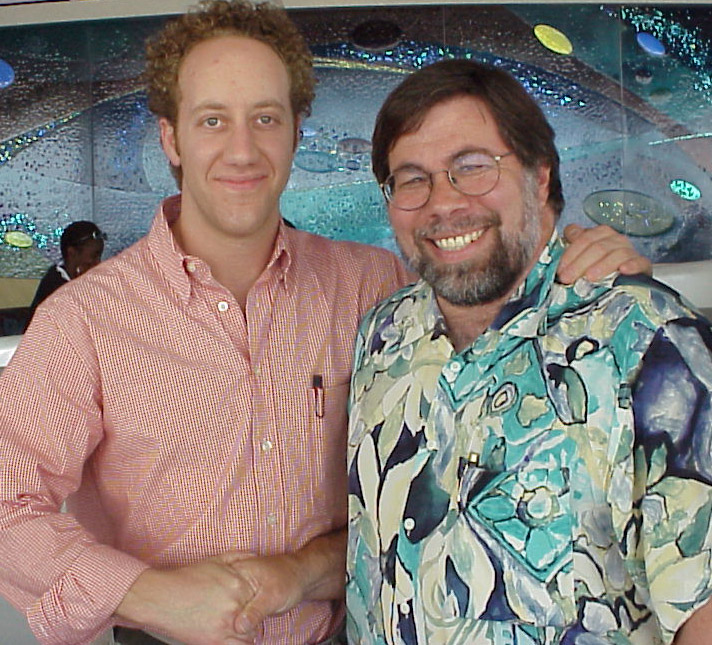
喬伊·斯洛尼克（圖左）在電影中飾演史蒂夫·沃茲尼克。

- 諾亞·懷利 飾 史蒂夫·喬布斯（Steve Jobs）
- 安東尼·麥可·霍爾 飾 比爾·蓋茲（Bill Gates）
- 喬伊·斯洛尼克（英语：Joey Slotnick） 飾 史蒂夫·沃茲尼克（Steve Wozniak）
- 約翰·迪·馬吉歐 飾 史蒂夫·包爾摩（Steve Ballmer）
- 喬許·霍普金斯 飾 保羅·艾倫（Paul Allen）
- 格拉·沙登（英语：Gailard Sartain） 飾 艾德·羅伯茨（Ed Roberts）
- 傑佛瑞·諾丁 飾 麥克·馬庫拉（Mike Markkula）
- 艾倫·羅（英语：Allan Royal） 飾 約翰·史考利（John Sculley）
- J·G·赫茲勒（英语：J. G. Hertzler） 飾 列尼·史葛（Ridley Scott）
- 葛瑪·山普拉格納（英语：Gema Zamprogna） 飾 阿琳（Arlene）（克里斯安·布倫南（英语：Chrisann Brennan）的化名）
- Brooke Radding 飾 麗莎·布倫南-賈伯斯（Lisa Brennan-Jobs）
- 馬庫斯·賈馬蒂（英语：Marcus Giamatti） 飾 丹尼爾·卡特基（Daniel Kottke）
- 梅麗莎·麥克布萊德 飾 Elizabeth Holmes

## 訪談
「為何這兩個默默無名的小子，最後竟成為這個世界的表徵？」「不像六零年代晚期，那群佔著院長辦公室的人，史蒂夫·喬布斯和比爾·蓋茲是這個時代真正的革命家。他們不像只會遊行上街宣導反戰聲浪的民眾，而是選擇推翻現有的一切來開創新時代；而他們真的改變了這個世界的思考、行動和溝通的方式。」本片導演馬汀·伯克回答 。

## 電影配樂
使用許多1970年與1980年年代的古典搖滾樂（Classic Rock）和迪斯科（Disco）舞曲。

## 選錄歌曲
- 巴哈—D小調雙小提琴協奏曲（B.W.V. 1043）
- 清水樂團—I Put a Spell on You
- 猜是誰合唱團（The Guess Who）—No Time
- 鐵蝴蝶樂團— In-A-Gadda-Da-Vida
- 詹姆士黑幫（The James Gang）—Collage
- 凱西與陽光合唱團（KC and the Sunshine Band）— Get Down Tonight
- 憂鬱藍調合唱團—Question, Isn't Life Strange, and Gemini Dream
- 警察樂隊—Synchronicity I
- 弗兰克·西纳特拉—My Way
- 臉部特寫— Burning Down the House
- 驚懼之淚—Everybody Wants to Rule the World

## 現實與劇情
- 影片中  史蒂夫·沃茲尼克Steve Wozniak與 史蒂夫·喬伯斯Steve Jobs以及乔伯斯的女友克丽丝·安Chris-Ann Brennan在公园打工扮演爱丽丝梦游奇境记时，由沃茲尼克扮演三月兔、乔伯斯扮演疯狂帽匠。事实上根据沃兹尼克的自传iWoz，扮演帽匠的是他本人。

- 影片中 史蒂夫·沃茲尼克Steve Wozniak使用电视信号干扰器恶作剧时，史蒂夫·喬布斯Steve Jobs和他的女友克丽丝·安Chris-Ann Brennan就在旁边，而事实上该恶作剧发生在沃兹尼克就读的大学，并没有乔伯斯和他女友在场（根据iWoz）。

- 在影片中1977年三藩市電腦展銷會的一幕，可發現到製造Altair電腦, MITS Corporation的展銷攤位。但在 史蒂夫·沃茲尼克Steve Wozniak所撰寫的書iWoz中，稱MITS Corporation當時並無參與協助推銷;不但止，沃茲尼克 還印製了8,000張 根本不存在，聲稱叫Zaltair電腦的宣傳單張，戲謔Altair.

- 影片中，Altair的制造者Ed Roberts看上去有将近50岁，但事实是Ed Roberts1942年出生，在Altair 8800发售的1974年时仅仅32岁。

- 影片中， 比爾·蓋茲Bill Gates在去Miami同IBM商谈时忘带了领带，由史蒂夫·包爾摩Steve Ballmer从洗手间裡的旅客处花费$30购得，事实上，领带是在商场买的。

- 影片尾段 比爾·蓋茲Bill Gates與 史蒂夫·喬布斯Steve Jobs的對話中，暗示蘋果和微軟"雙方"均有從"富有鄰居"Xerox PARC中盜取圖像用家介面GUI的概念。現實上，史蒂夫·喬布斯 曾與Xerox相談交易，請Xerox注資1,000,000美元到蘋果，以獲取10,000股蘋果的股票 (pre-IPO shares);而蘋果則可派人進入PARC參觀PARC的成就三天。蘋果上市首年, Xerox持有蘋果股票價值17,600,000美元[2]. 1989年Xerox因為Lisa/MAC所使用圖形GUI涉嫌抄襲Xerox PARC所發展出來的Alto，而控告Apple，不過大多數的控告在1990年3月被法院駁回。而數年後，微軟Microsoft在視窗Windows中，也使用了 蘋果/Xerox的 (WIMP)圖像用家介面GUI的概念，但並沒有付蘋果或Xerox分毫。蘋果感到視窗的外觀與功能（'look and feel'）接近得近乎抄襲Lisa/Mac的GUI，故而觸發了一場版權訴訟.[3]。

- 史蒂夫·沃茲尼克Steve Wozniak在他的個人網站當中[4]，曾透過一系列予影迷的回信，就該片作出了評論。對於劇中有欠精確的部份，沃茲尼克作出了補充：

影片所描述的人物與事件是真的有發生過，但每每出現人物、時間、地點配合上的錯誤。例如出現錯誤的人物（影片中關於1970年組裝電腦爆炸的時候，站在我身邊的應該是蘋果第四號員工比爾·費南德茲Bill Fernandez，而非 喬布斯）;錯誤的時間（當約翰·史考利加入的時候，他是須把注意力由Apple III轉移到Apple II，而非由Mac轉移）;還有錯誤的場合（自組電腦俱樂部Homebrew Computer Club是位於史丹佛大學·線性加速器中心Stanford Linear Accelerator Center）......至於人物的個性，倒還真的描繪得很仔細。
 — 
當然，在1984年的意外後，史蒂夫·沃茲尼克在記憶上的準確性曾被質疑。
- 在2006年8月4日，Studio 360訪問了約翰·史立·布朗John Seely Brown，全錄帕洛阿爾托研究中心（Xerox PARC）的前負責人。訪問期間布朗曾觀看電影的期中一幕;其後布朗表示，該幕的描述並非完全正確。片段中，比爾·蓋茲對史蒂夫·喬布斯說：「對你與我來說，全錄Xerox就像是一個二十四小時中門大開的富有鄰居。你只不過是早一步偷溜進去，搬走他們的電視機罷了。」布朗續稱，該描述並非完全正確，因為 史蒂夫·喬布斯 當時是被 帕洛阿爾托研究中心PARC邀請，到中心參觀及作技術交流;條件是須以蘋果電腦的股份作為交換。[6]

- 在透納電視網（T.N.T.）《微軟英雄》的官方網站上面，導演馬汀·伯克談到編導這部影片時，為何他不與比爾·蓋茲或史蒂夫·喬布斯面談的原因：

我不想拍一部微軟或蘋果官方授權的傳記電影，所以我們決定不去和他們面談來獲得資訊。在一個哈佛的研究團隊幫助下，我開始了長達七個月的研究計畫，盡我們所能地去尋找任何有關這兩家公司的歷史，研究的資料還包括七零年代的科技雜誌。我嘗試讓每一個電影場景都有事實的基礎，包括一些看來挺瘋狂的片段，像是比爾·蓋茲半夜跑去開推土機競賽和史蒂夫·喬布斯在應徵工作的面試會場中光腳踩上會議桌的那一幕；而我至少都有兩個以上的資料來源可以證明真有此事。
 — 
- 因為當時史蒂夫·沃茲尼克還是惠普的員工，在合約中明訂公司對於他的發明具有優先使用（first right of refusal）的權利，所以沃茲尼克必須將Apple I拿給惠普，由惠普選擇是否要保留這項發明的使用權。片中描述沃茲尼克將Apple I拿給惠普時，他希望惠普拒絕接受這項發明，如此一來他才可以和喬布斯一同獨立研發並販售這台電腦。但是根據他的自傳《科技頑童沃茲尼克》一書，其實他當時很努力讓惠普認同和接受這項發明，但惠普仍然拒絕了。

## 相關瑣記
- 1999年獲得美國艾美獎的五項提名
- 2000年，飾演史蒂夫·喬布斯一角的诺亚·怀勒現身於Macworld Expo（英语：Macworld Expo）並模仿喬布斯的口吻作開場演說，立即引起現場觀眾熱烈掌聲。當史蒂夫·喬布斯現身於講台，兩人也不忘互相幽默一番。[8]
- 2006年由華納兄弟在台灣推出DVD
- 2007年8月1日，史蒂夫·沃茲尼克的自傳《科技頑童沃茲尼克》（iWoz中文版）由遠流出版，ISBN：9573261170

## 延伸選讀
- 比爾·蓋茲
- 史蒂夫·喬布斯
- 電腦硬體演進史—1960年代至現代（History of computing hardware (1960s-present)
- 自組電腦俱樂部（Homebrew Computer Club）
- 史蒂夫·沃茲尼克（Steve Wozniak）
- 成功致富傳奇—電腦王國成功的傳奇故事（Triumph of the Nerds）

## 額外註記
1. . Play It Again.   [2019-10-31]. （原始内容存档于2019-10-31）.
2. ↑  . vectronicsappleworld.com. 2007-03-26  [2008-02-03]. （原始内容存档于2013-10-17）.
3. ↑  . Folklore.org. 1983-11-01  [2008-02-03]. （原始内容存档于2021-10-05）.
4. ↑  .   [2007-06-29]. （原始内容存档于2010-06-15）.
5. ↑  .   [2007-06-29]. （原始内容存档于2007-07-01）.
6. ↑  .   [2008-04-27]. （原始内容存档于2008-06-19）.
7. ↑  .   [2015-12-13]. （原始内容存档于2002-02-06）.
8. ↑  .   [2007-06-29]. （原始内容存档于2021-04-11）.

## 外部連結
- 互联网电影数据库（IMDb）上《Pirates of Silicon Valley》的资料（英文）
- 豆瓣电影上《硅谷传奇》的資料 （简体中文）
- 《微軟英雄》官方網站
- 《矽谷之火》官方網站 （页面存档备份，存于）
- 劇評：最佳矽谷史的肥皂劇 （页面存档备份，存于）
- 劇評：矽谷與它的傳奇一生 （页面存档备份，存于）
- 紀錄片In Search of the Valley
- 史蒂夫·沃茲尼克的網站